# Фефилов, Николай Владимирович
Николай Владимирович Фефилов (род. 1967) — российский пианист, лауреат и дипломант международных конкурсов, солист Самарской государственной филармонии, доцент Самарской государственной академии культуры и искусств, участник Форте-квартета Самарской государственной филармонии. Художественный руководитель Первого поволжского фестиваля семейных камерных ансамблей.
Окончил с отличием в 1994 году Московскую государственную консерваторию имени П. И. Чайковского, в 1996 году — ассистентуру-стажировку в классе народной артистки России профессора Веры Горностаевой.
Лауреат 1 премии XII конкурса им. Д. Б. Кабалевского (Самара, 1984).

Участник международных фестивалей «Наследие» (Москва, 1990, 1992), современной музыки (Прага, 1991), «Музыка без границ» (Тольятти, 2002) и др.

Выступал с симфоническими оркестрами Московской, Казанской, Львовской, Самарской, Тольяттинской, Оренбургской филармоний.

## Записи

Обложка компакт-диска

В 1992 году Николай Фефилов записал компакт-диск с фортепианной музыкой Алексея Станчинского («Etcetera», Голландия).

Имеет запись в фонде «Радио России» («15 концертных фуг» Алемдара Караманова).